# Carl Remigius Fresenius
Carl Remigius Fresenius   (Frankfurt del Main, 28 de desembre de 1818 - Wiesbaden, 11 de juny de 1897) fou un químic alemany conegut pels seus estudis en química analítica.

## Biografia
Fresenius, després de treballar durant algun temps en una farmàcia a la seva ciutat natal, anà a estudiar a la Universitat de Bonn el 1840, un any després anà a Giessen, on exercí com a assistent al laboratori de Liebig, i el 1843, es convertí en professor ajudant. El 1845, fou nomenat per a la càtedra de química, física i tecnologia en la Institució Agrícola de Wiesbaden, i tres anys més tard, es convertí en el primer director del laboratori químic que el govern de Nassau creà en aquesta ciutat. Sota el seu lideratge i direcció, aquest laboratori continuà augmentant en grandària i popularitat. El 1862 s'hi creà una escola de farmàcia i un laboratori d'investigació agrícola el 1868.
L'any 1897 va morir sobtadament a Wiesbaden.

## Obra
A més de les seves funcions administratives, Fresenius s'ocupà gairebé exclusivament de treballs en el camp de la química analítica, publicant el 1841 un llibre sobre química qualitativa i el 1846 un de química quantitativa, que foren emprats en moltes universitats. Molts dels treballs originals de Fresenius foren publicats en el für Analytische Zeitschrift Chemie, que fundà el 1862 i continuà editant fins a la seva mort. Sorprenentment aquesta revista (també coneguda com a Fresenius Zeitschrift für Analytische Chemie o Revista de Química Analítica de Fresenius) fou la primera a publicar-se en química analítica. Es publicaren 371 volums (1862-2001), tots menys un dels quals foren modificats o co-editat per un membre de la família de Fresenius. A partir del 2010 es transformà en revista de Química Analítica i Bioanalítica.
El 1881, Fresenius lliurà la direcció al seu fill, Remigius Heinrich Fresenius, que havia estudiat amb Adolph Wilhelm Hermann Kolbe a Leipzig. Un altre fill, Theodor Wilhelm Fresenius, estudià a Estrasburg on ocupà diversos càrrecs en el laboratori de Wiesbaden.

## Publicacions seleccionades
- Neue Verfahrensweisen zur Prüfung der Pottasche und Soda, der Aschen, der Säuren, insbesondere des Essigs, so wie des Braunsteins auf ihren wahren Gehalt und Handelswerth: für Chemiker, Pharmaceuten, Techniker und Kaufleute ; lediglich nach eigenen Versuchen bearb. Winter, Heidelberg 1843 Edició digital. University and State Library Düsseldorf
- Anleitung zur qualitativen chemischen Analyse oder die Lehre von den Operationen, von den Reagentien und von dem Verhalten der bekannteren Körpern zu Reagentien : für Anfänger und Geübtere. Vieweg, Braunschweig 9ª ed. 1856 Edició digital. University and State Library Düsseldorf
- Anleitung zur quantitativen chemischen Analyse oder die Lehre von der Gewichtsbestimmung und Scheidung der in der Pharmacie, den Künsten, Gewerben und der Landwirtschaft häufiger vorkommenden Körper in einfachen und zusammengesetzten Verbindungen : für Anfänger und Geübtere ; mit 190 Holzstichen. Vieweg, Braunschweig 5ª ed. 1870 Edició digital. University and State Library Düsseldorf